# 倉本塾
倉本塾（くらもとじゅく）とは、東京都豊島区巣鴨にある武術道場である。

## 概要
2002年3月、倉本成春が、所属団体、流派、格闘技のジャンルを問わず、実戦武術を修得したいと希望する人々のために門戸を開くことを趣旨として設立した。
巻き藁や砂袋に拳を打ち込んだり、臑で蹴るなどして鍛える「部位鍛錬」を基本としている。また、「使える護身術」に焦点を当てて開発したものとして「倉本武学ザ・プロテクト」があり、何らかの武道経験者だけでなく、武道経験のない初心者や女性でも学ぶことができるカリキュラムもある。